# Mistrovství Československa v cyklokrosu 1986
Mistrovství Československa v cyklokrosu 1986 se konalo v neděli 5. ledna 1986 v Berouně.
Délka jednoho závodního okruhu byla 2 660 m. Startovalo celkem 44 závodníků. 

## Přehled
| Poř.             | Jméno             | Čas        |
| Zlatá medaile    | Ondrej Glajza     | 1:02:59 h  |
| Stříbrná medaile | Peter Hric        | + 0:22 min |
| Bronzová medaile | Petr Klouček      | + 1:09 min |
| 4                | Radomír Šimůnek   | + 2:18 min |
| 5                | Stanislav Bambula | + 2:31 min |
| 6                | Ladislav Šulc     | + 2:46 min |